# Pterois lunulata
Pterois lunulata és una espècie de peix pertanyent a la família dels escorpènids.

## Descripció
- Fa 35 cm de llargària màxima (normalment, en fa 25).[3]

## Alimentació
Menja peixos i crustacis.

## Hàbitat
És un peix marí, associat als esculls de corall i de clima tropical.

## Distribució geogràfica
Es troba a Maurici, Austràlia, Hong Kong, Indonèsia, el Japó, Corea, Nova Caledònia, Taiwan i el Vietnam.

## Observacions
És verinós per als humans.